# نوربرت فيريه
نوربرت فيريه (بالفرنسية: Norbert Ferré)‏ هو ساحر استعراضي فرنسي، ولد في 23 سبتمبر 1975 في مارسيليا في فرنسا.